# Henry Spencer
Henry Spencer é um programador e um escritor do Canadá.
Ele escreveu a regex, uma biblioteca de expressões regulares amplamente usada. Entre diversas ferramentas que a utilizaram, incluem-se a Tcl e as primeiras versões de Perl, esta, que acabou servindo de inspiração para diversas outras ferramentas modernas.
Henry também coescreveu o C News, um programa servidor da Usenet. Trabalhando na Universidade de Toronto, foi responsável pela existência da primeira Usenet ativa fora dos Estados Unidos, a partir de 1981. Os registros desse período foram adquiridos pela Google para fornecer um histórico da Usenet na década de 1980, um projeto lançado no fim de 2001.
Como escritor, é o autor do livro The Ten Commandments for C Programmers, e, com David Lawrence, é coautor do livro Managing Usenet.
Henry também é conhecido por ser um entusiasta do espaço, participando de alguns projetos espaciais canadenses. O asteróide 117329 Spencer foi nomeado em sua homenagem.